# Bordtennis vid olympiska sommarspelen 2000
Bordtennisturneringen vid de olympiska sommarspelen 2000 avgjordes i  State Sports Centre, Sydney.

## Medaljersummering
| Medaljfördelning |           |      |        |       |        |
| Placering        | Nation    | Guld | Silver | Brons | Totalt |
| 1                | Kina      | 4    | 3      | 1     | 8      |
| 2                | Sverige   | 0    | 1      | 0     | 1      |
| 3                | Taiwan    | 0    | 0      | 1     | 1      |
| 3                | Frankrike | 0    | 0      | 1     | 1      |
| 3                | Sydkorea  | 0    | 0      | 1     | 1      |

## Medaljtabell
| Klass                      | Guld                        | Silver                             | Brons                                            |
| Singel, herrar Detaljer... | Kong Linghui · Kina         | Jan-Ove Waldner · Sverige          | Liu Guoliang · Kina                              |
| Singel, damer Detaljer...  | Wang Nan · Kina             | Li Ju · Kina                       | Chen Jing · Taiwan                               |
| Dubbel, herrar Detaljer... | Kina · Wang Liqin · Yan Sen | Kina · Liu Guoliang · Kong Linghui | Frankrike · Jean-Philippe Gatien · Patrick Chila |
| Dubbel, damer Detaljer...  | Kina · Li Ju · Wang Nan     | Kina · Sun Jin · Yang Ying         | Sydkorea · Kim Moo-Kyo · Ryu Ji-Hae              |

- Wikimedia Commons har media som rör Bordtennis vid olympiska sommarspelen 2000.